# Řád příznivých oblaků
Řád příznivých oblaků (čínsky: 卿雲勳章) je civilní státní vyznamenání Tchaj-wanu. Řád byl založen roku 1941 a udílen je v devíti třídách.

## Historie a pravidla udílení
Řád byl založen 12. února 1941. Udílen je úředníkům Čínské republiky za mimořádné služby a cizím státním příslušníkům za jejich přínos pro stát.

## Insignie
Řádový odznak má tvar osmicípé modře smaltované hvězdy. Na této hvězdě je položena stříbrná osmicípá hvězda s cípy složenými z různě dlouhých paprsků. Uprostřed je velký kulatý medailon. V medailonu jsou žlutě smaltované oblaky na modře smaltovaném pozadí. Medailon je lemován červeně smaltovaným proužkem. Celek je položen na velké osmicípé bíle smaltované hvězdě s cípy zakončenými dvěma hroty s kuličkami. U každého cípu jsou z obou stran červeně, modře nebo zeleně smaltované paprsky. Na jednom až třech horních bílých cípech jsou drobné pěticípé hvězdičky. Barva postranní paprsků a počet cípů s hvězdičkami závisí na třídě řádu. Mezi cípy jsou shluky paprsků. Ke stuze je odznak připojen pomocí jednoduchého kroužku.
Řádová hvězda se podobá řádovému odznaku, je však větší.

## Třídy
Řád je udílen v devíti třídách:
- I. třída speciální velkostuha (等卿雲勳章 特種大綬)
- II. třída velkostuha (等卿雲勳章 大綬)
- III. třída zelená velkostuha (三等卿雲勳章 綠色大綬)
- IV. třída speciální náhrdelník (四等卿雲勳章 特種領綬)
- V. třída náhrdelník (五等卿雲勳章 領綬)
- VI. třída speciální rozeta (六等卿雲勳章 特種襟綬附勳表)
- VII. třída rozeta (七等卿雲勳章 襟綬附勳表)
- VIII. třída speciální stuha (八等卿雲勳章 特種襟綬)
- IX. třída stuha (卿雲勳章)

I. třída
II. třída
III. třída
IV. třída
V. třída
VI. třída
VII. třída
VIII. třída
IX. třída

## Ocenění Češi
- Edvard Beneš, prezident Československa, 1947
- Jaroslav Kubera, předseda Senátu ČR (in-memoriam), 3. září 2020, udělila prezidentka Cchaj Jing-wen, za Kuberovu dlouhodobou podporu Tchaj-wanu[4][5]